# Călin Popescu-Tăriceanu
Călin Constantin Anton Popescu-Tăriceanu (Bucareste, 14 de janeiro de 1952) é um político romeno, que foi primeiro-ministro de seu país desde 29 de dezembro de 2004 até 22 de dezembro de 2008. É também o líder do Partido Nacional Liberal (Partidul Naţional Liberal).